# Agrotis frivola
Agrotis frivola är en fjärilsart som beskrevs av Hans Daniel Johan Wallengren 1860. Agrotis frivola ingår i släktet Agrotis och familjen nattflyn. Inga underarter finns listade i Catalogue of Life.